# Bankienga
Bankienga est une localité située dans le département de Yalgo de la province du Namentenga dans la région Centre-Nord au Burkina Faso. 

## Économie
L'agriculture vivrière et maraîchère permise par l'irrigation par les eaux du lac du barrage de retenue de Yalgo est la principales activité du village.

## Éducation et santé
Le centre de soins le plus proche de Bankienga est le centre de santé et de promotion sociale (CSPS) de Yalgo tandis que le centre médical (CM) est à Tougouri et que le centre médical avec antenne chirurgicale (CMA) de la province se trouve à Boulsa.